# Санкт-Петербурзька вулиця (Тбілісі)
Вулиця Санкт-Петербурзька (груз. სანქტ-პეტერბურგის ქუჩა) — коротка (близько 200 м) вулиця в Тбілісі, в районі Чугуреті, проходить паралельно вулиці Котэ Марджанішвілі від проспекту Давида Агмашенебелі до вулиці Дмитра Узнадзе.

## Історія
Сучасна назва на честь міста Санкт-Петербург.
Ще на рубежі XIX—XX століть на місці району вулиці розташовувалися сади. Територія почала інтенсивно забудовуватися після спорудження Верійського моста (1883, нині — Міст Галактіона Табідзе) в дусі, що панував в ті роки еклектичного стилю.
На початку ХХ століття — невеликий провулок.
У радянські часи вулиця називалася Ленінградською.

## Пам'ятки
Вулиця являє собою єдиний архітектурний ансамбль, який представляє культурну цінність, проблеми збереження і реставрації якої викликають тривогу у фахівців і громадськості.

## Відомі жителі
- буд. 10 — Євген Примаков[7]
- буд. 13 — Рубен Мамулян (меморіальна дошка)[8]